# Баткушићи
Баткушићи су насељено мјесто у општини Вишеград, Република Српска, БиХ. Према попису становништва из 1991. у насељу је живјело 34 становника.

## Становништво
| Националност       | 1991.     |
| Муслимани          | 34 (100%) |
| остали и непознато |           |
| Укупно             | 34        |

| Демографија- | Демографија- | Демографија- |
| Година       | Становника   | Становника   |
| ------------ | ------------ | ------------ |
| 1981.        | 0            |              |
| 1991.        | 35           |              |